# Романовская, Мила
Мила Романовская-Эдвардс — советская манекенщица.

## Биография
Мила Романовская родилась накануне Великой Отечественной войны в Ленинграде. Отец Романовской был военным моряком — капитаном первого ранга. Мать работала инженером на военном заводе. Большую часть детства Романовская провела в Куйбышеве, куда он была эвакуирована вместе с матерью из блокадного Ленинграда. После войны семья вернулась в Ленинград. В детстве занималась танцами в Вагановском училище. После окончания школы поступила в электромеханический техникум. Манекенщицей стала случайно, подменив заболевшую сокурсницу в Ленинградском доме моделей, после чего ей предложили работу в Доме моделей. Вышла замуж за студента ВГИК Владимира Трифонова, в браке с которым родилась дочь Анастасия. По словам Романовской, у неё был роман с актёром Андреем Мироновым.
Романовская была второй по востребованности фотомоделью в СССР после Регины Збарской. В 1967 году в Международном показе в Сокольниках, организованном «Комсомольской правдой», получила титул «Мисс Россия». В том же году участвовала в Международной выставке лёгкой промышленности в Монреале в платье «Россия» и произвела фурор. В западных СМИ Романовскую прозвали Снегурочкой, Берёзкой и Русской Твигги. Снимки с Романовской публиковались в журналах Look, Life и других. Вторым мужем Романовской был художник Юрий Куперман. Супруги эмигрировали сначала в Австрию, затем — в Израиль. Там карьера Романовской складывалась успешно — она участвовала в съемках для компании «Бегед-Ор», затем работала с фирмой Cotex. У Купермана не складывалась карьера в Израиле, из-за чего супруги переехали в Англию. В Лондоне Романовская участвовала в показах Dior, Givenchy, Pierre Cardin, а также подрабатывала машинисткой на BBC. Из-за постоянных разъездов супруги развелись, и вскоре Романовская вышла замуж за американского предпринимателя Даглеса Эдвардса, с которым познакомилась в самолёте. Супруги живут в городе Херефорде в Великобритании.